# Субачево (Псковская область)
Субачево — запустевшая деревня в Невельском районе Псковской области России. Входила в Артёмовской волости. На карте 2010 года обозначена как урочище Субачево.

## История
Деревня была упразднена решением Псковского облисполкома в 1983 году.

## География
Находилась на берегу озера Субачево в 3 верстах к югу от современной деревни Кошелёво и 23 верстах к юго-востоку от города Невеля.

## Транспорт
Менее чем в километре проходит дорога Невель-Усвяты.